# Francisca de Orleans (1816-1818)
Francisca de Orleans (28 de marzo de 1816 - 21 de mayo de 1818) fue un miembro de la Casa de Orleans, una rama de Casa de Borbón. Murió en la infancia.

## Corta vida
Fue el quinto vástago pero tercera mujer de los diez hijos de los entonces duques de Orleans, el futuro rey Luis Felipe I de Francia y la princesa María Amelia de Borbón-Dos Sicilias. Nació durante el exilio de sus padres en Inglaterra. Fue bautizada en la capilla privada de sus padres en Twickenham el 20 de julio de 1816, siendo su padrino su tío el príncipe heredero de las Dos Sicilias, el futuro rey Francisco I.
Nacida prematuramente, un mes antes de tiempo, tenía una salud frágil. Cuando sus padres regresan a Francia, la salud de Francisca empeora: tos, fiebre y pérdida de peso. Murió a la edad de dos años en 1818. Su cuerpo fue luego depositado momentáneamente en la capilla del Palacio Real de París, residencia oficial de sus padres, poco después sería trasladada a la Capilla real de Dreux, entonces en construcción. Fue enterrada definitivamente allí, en el deambulatorio Sur, en 1844, su pequeña figura yacente, realizada por James Pradier, y tallada en mármol por Poggi, fue erigida en 1847, juntamente con la ejecutada para su hermano Carlos, duque de Penthièvre, el cual también murió prematuramente.
No le correspondió el título de princesa de Orleans, porque sus padres fueron coronados doce años después de la muerte de ella.

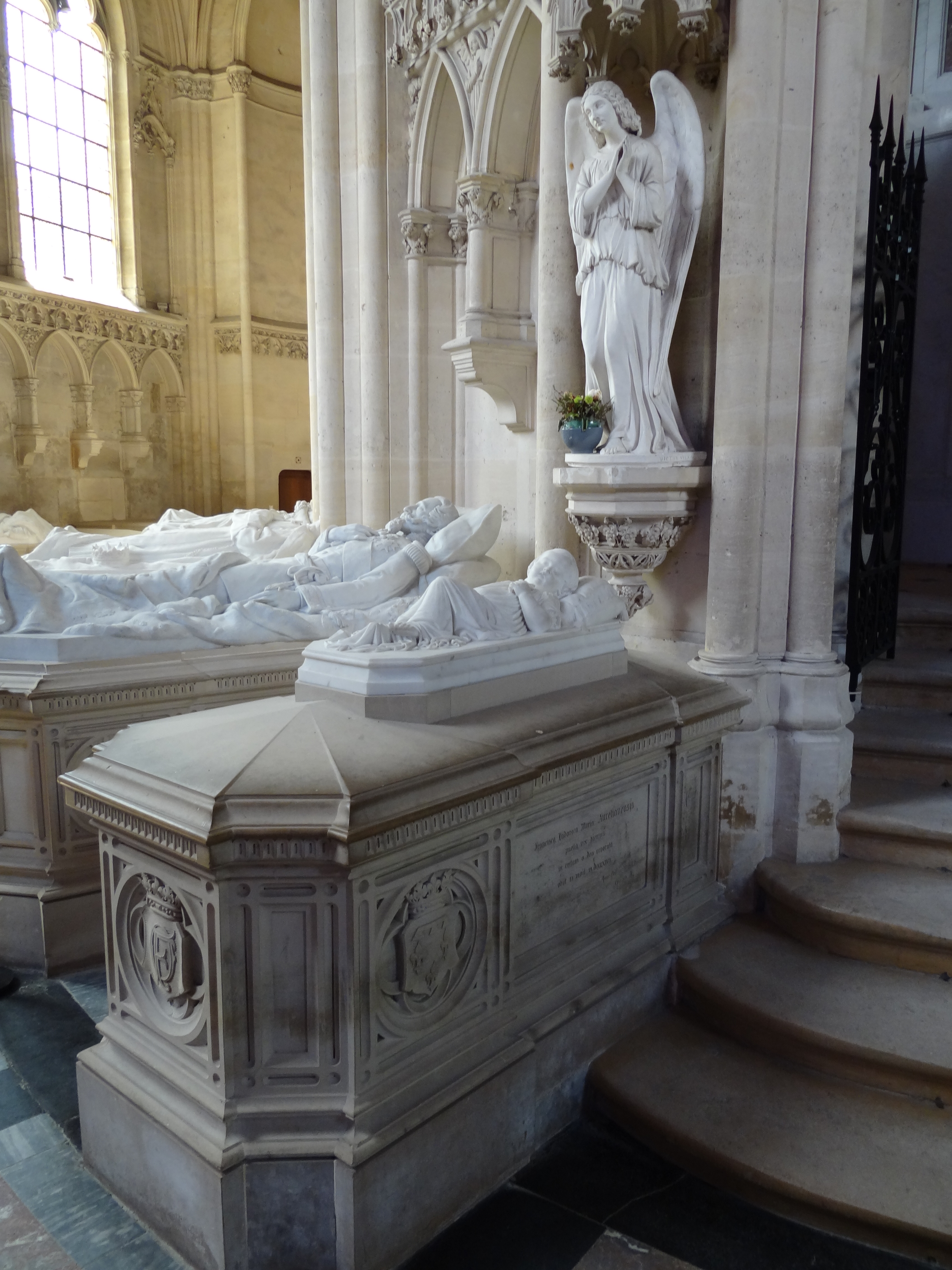
Tumba de Francisca.

- Datos: Q2679779